# Provincia Zanjan
Zanjan ( persană: جان) este une din cele 30 provincii ale Iranlui, situată în nord-vest țării și capitala sa este Zanjan. Provincia are o suprafață de 36 400 km² și o populație, majoritatea rurală , formată din Azeri, este de 1,7 milioane de locuitori. 
Provincia Zanjan este celebră pentru strugurii fără sâmburi. Ea este una din centrele industriale ale Iranlui grație poziției geografice strategice. Provincia se află la 330 km, nord-vest de Teheran, conectată printr-o autostradă. Pe de altă parte, Zanjan este un oraș important în apropiere de Tabriz, care este unul din orașele cele mai industrializate ale Iranlui.
1. ↑   https://www.amar.org.ir/english/Iran-at-a-glance/Zanjan Lipsește sau este vid: |title= (ajutor)